# Bill Ballinger (homme politique)
Pour les articles homonymes, voir Bill Ballinger et Ballinger (homonymie).
William George Ballinger (né le 17 décembre 1945) est un homme d'affaires et politique canadien de l'Ontario. Il est député provincial libéral de la circonscription ontarienne de Durham—York de 1987 à 1990.

## Biographie
Né à Toronto en Ontario, Ballinger étudie à l'université de Waterloo et à la Toronto Teachers's College.

## Politique
Il entame une carrière publique en tant que conseiller, conseiller régional et maire de Uxbridge dans la municipalité régionale de Durham près de Toronto.
Élu sur la scène provinciale en 1987, il occupe la fonction d'assistant parlementaire du ministre des Affaires municipales (en) de 1988 à 1989. Il est en 1990.